# František Vaněček
František Vaněček (1. května 1923 Holubov – 27. června 1999 Vídeň) byl český novinář, spisovatel a signatář Charty 77. Po odchodu do rakouského exilu v roce 1980 aktivně přispíval k šíření informací o situaci v Československu a i nadále se angažoval v boji za lidská práva.

## Biografie
František Vaněček se narodil 1. května 1923 v Holubově u Českých Budějovic. Vyučil se nástrojařem a poté pracoval v tužkárně. Za války vstoupil do KSČ a od roku 1945 přispíval do různých novin a časopisů. V letech 1948–1951 vystřídal práci na národním výboru, v aparátu KSČ a v armádě. Onemocněl tuberkulózou a prodělal dvě náročné operace plic. Od roku 1956 pracoval v redakci českobudějovického deníku komunistické strany Jihočeská pravda, kde se seznámil se svou budoucí ženou Dagmar Vaněčkovou, roz. Vališovou (1933–2015). Vaněček byl ale v té době ženatý a kvůli jejich vztahu Dagmar propustili z práce. Později se vzali a odešli spolu do Karlových Varů, kde František pracoval pro časopis Stráž míru. V roce 1961 získal místo redaktora Rudého práva v Praze, kam se rodina přestěhovala. Spolupracoval také s Československou televizí a Československým rozhlasem. Do roku 1968 se vypracoval na vedoucího vnitropolitické rubriky Rudého práva.

Vaněček patřil ke křídlu reformních komunistů a během roku 1968 podporoval politické reformy. 21. srpen 1968 však přinesl zásadní obrat. V roce 1969 odmítl účast na posrpnových prověrkách a musel proto odejít ze zaměstnání. Na začátku 70. let se oba manželé ocitli bez práce, oba byli vyloučeni z KSČ a poté směli vykonávat pouze dělnické profese. František se živil jako hlídač na parkovištích, hotelový nosič zavazadel, dělník ve skladech a dělal také jako mnozí další nepřátelé režimu topiče. Přispíval svými fejetony do samizdatu, společně s manželkou podepsali v prosinci 1976 Chartu 77, prohlášení, které kritizovalo komunistický režim a jeho porušování lidských práv. Následnou reakci komunistického režimu popsal ve své knize Všivá doba – Z deníku chartisty:
„Jako bouře, jako smršť, ženou se na hlavy signatářů Charty 77 útoky z novin, rádia i televize. Samozřejmě pod komandem policie. Kdo mohl čekat, že tak nevinný text Charty přivede mocipány na pokraj šílenství... Je dobře, že jsme oba se ženou mezi těmi, kteří to vyvolali. (I když se nám asi povede zle).“
Od konce roku 1977 pořádali s manželkou bytové semináře, které fungovaly jako diskusní kluby, kde se lidé mohli svobodně vyjadřovat a diskutovat o politických a společenských otázkách. Během této doby se seznámili s řadou zajímavých osobností, například s Jaroslavem Seifertem a jeho dcerami, Jiřím Ledererem, Františkem Krieglem, Jiřím Hájkem, Vlastou Chramostovou a dalšími.
Státní bezpečnost sledovala Vaněčkovy od samého začátku jejich aktivit. Měli pravidelné informace od svého tajného spolupracovníka a přítele Vaněčkových, vojenského historika Václava Hyndráka. Jejich dvě dcery, které kvůli komunistickému režimu nemohly studovat na gymnáziu, se rozhodly emigrovat. Během cesty do Jugoslávie se jim podařilo dostat se do Vídně. V rámci akce Asanace tlak na Vaněčkovy ze strany Státní bezpečnosti stále sílil. Po několika výsleších, domovních prohlídkách a hlavně po pobytu v podzemní cele předběžného zadržení, který trval 53 hodin, se rozhodli opustit republiku. V únoru 1980 podali žádost o vystěhování, a v červnu téhož roku opustili Československo a odjeli do Vídně, kde začali nový život v exilu.
Začátky ale nebyly jednoduché, do exilu Vaněčkovi odešli, když bylo Dagmar 47 a Františkovi 57 let. Zpočátku žili několik let ve velmi skromných podmínkách, a teprve díky pomoci přátel se jim podařilo získat slušný byt. V exilu se Vaněčkovi nadále angažovali ve prospěch Československa. Jejich úsilí zahrnovalo bohatou korespondenci, zveřejňování textů, podpora pronásledovaných a politických vězňů, zřízení československého výboru v Mezinárodní společnosti pro lidská práva, získání dvouleté akreditace na následné helsinské konferenci a intenzivní spolupráci s rádiem Svobodná Evropa. Všechny tyto aktivity měly za cíl udržovat spojení s domovem a informovat o situaci v Československu, ale hlavně budit mezinárodní pozornost a upozorňovat na porušování lidských práv v tehdejším Československu.
Vaněček ve Vídni redigoval sborník informací a komentářů Výběr, který se tajně šířil do Československa, a přispíval do časopisu Listy. Je také autorem knihy Stalo se v kraji zvykem, kterou v roce 1988 vydalo nakladatelství Josefa Škvoreckého Sixty-Eight Publishers v Torontu a v roce 1990 vyšla v nakladatelství Primus pod názvem Deník chartisty, aneb, Stalo se v kraji zvykem. Třetí doplněné vydání vydal roku 2002 ve svém nakladatelství ve Středoklukách Zdeněk Susa pod názvem Všivá doba: z deníku chartisty. Autor v knize popsal své vzpomínky na komunistické Československo v době před svým odchodem do exilu a detailně zaznamenal všechny útrapy, které museli signatáři Charty 77 od Státní bezpečnosti zažívat, zejména stupňující se nátlak v souvislosti s akcí StB Asanace, která měla donutit nepohodlné lidi, zejména signatáře Charty 77, k odchodu ze země. Kniha obsahuje text „Stokrát se bojí“, který se jako anonymní dostal do Velké Británie a byl přeložen do mnoha jazyků a publikován v článku o perzekuci undergroundových rockových skupin v ČSSR v periodiku Socialist Worker. Byl přitom chybně označen jako skladba skupiny The Plastic People of The Universe. Předmětný výtisk časopisu se dostal zpátky do Československa a Otakar Michl text přeložil zpátky do češtiny, aniž by tušil, kdo je autorem překládaného textu. Skupina The Plastic People of The Universe tento text následně skutečně zhudebnila jako 100 bodů, text zhudebnil Milan Hlavsa a skladbu zahráli na koncertu 1.10.1977 u Václava Havla na Hrádečku.
Po roce 1989 se Vaněčkovi vrátili do Čech a žili střídavě ve Vídni, v Praze a v jižních Čechách. František Vaněček zemřel po dlouhé těžké nemoci 27. června 1999 ve Vídni ve věku 76 let.